# Албрехт III (Саксония-Витенберг)
Вижте пояснителната страница за други личности с името Албрехт III.
Албрехт III „Бедния“ (на немски: Albrecht III., Herzog von Sachsen-Wittenberg, Albrecht der Arme; * 1375/1380, Витенберг; † пр. 12 ноември 1422, Витенберг) е последният от род Витенбергски Аскани и курфюрст на Свещената Римска империя.
Албрехт III понякога е бъркан с неговия братовчед Албрехт, княз на Люнебург.

## Живот
Син е на херцог Венцел I фон Саксония-Витенберг.
През 1419 г. Албрехт III поема управлението на Саксония-Витенберг след отравянето на брат му Рудолф III († 11 юни 1419). Страната му е с празна каса заради водените войни и той не може почти да си позволи служещи и води беден живот.
На 14 януари 1420 г. той се жени за Еуфемия (Офка) от Оелс († 1444), дъщеря на херцог Конрад III от Оелс. Бракът е бездетен.
На третата година от управлението Албрехт III умира във Витенберг няколко дена след пожара на селската къща, където след лов пренощува с жена си. Жена му успява да се спаси по нощница. Той е погребан във францисканската капела на Витенберг. Така завършва Асканското управление в Саксония-Витенберг.
През 1423 г. той е последван от Фридрих I от род Витини. Вдовицата му Еуфемия се омъжва през 1432 г. за княз Георг I от Княжество Анхалт-Цербст.